# Channallabes teugelsi
Channallabes teugelsi е вид лъчеперка от семейство Clariidae.

## Разпространение и местообитание
Видът е разпространен в Габон и Република Конго.
Обитава сладководни басейни и реки.

## Описание
На дължина достигат до 14,5 cm.